# Il cuoco, il ladro, sua moglie e l'amante
Il cuoco, il ladro, sua moglie e l'amante (The Cook, the Thief, His Wife and Her Lover) è un film del 1989 diretto da Peter Greenaway.

## Trama
Ogni sera, il criminale Albert Spica va a cena con la moglie Georgina e la sua banda di scagnozzi al ristorante londinese "Le Hollandais", di cui è comproprietario con lo chef francese Richard. Solo qui può permettersi di esprimersi, indisturbato, in tutta la propria brutalità ed arroganza, parlando sguaiatamente ed insultando non solo la moglie, i propri commensali e il personale, ma anche gli altri clienti del ristorante.
Georgina non può che subire in silenzio i maltrattamenti del marito, finché non rimane affascinata da un altro cliente del ristorante, il libraio Michael, che siede solo, leggendo. Da un semplice gioco di sguardi, senza che si scambino nemmeno una parola, finiscono per consumare un intenso rapporto sessuale nel bagno delle signore. Si reincontrano ogni sera al ristorante e quella che per Georgina, in compagnia del violento marito, era stata finora un'occasione di umiliazione pubblica, diventa invece l'opportunità di rinnovare un'appassionata relazione extraconiugale, con la complicità di Richard che offre agli amanti la cucina e la dispensa per i loro incontri, rivalendosi in questo modo dell'odiato socio.
Per quanto la donna consumi il proprio adulterio in modo sempre più sfacciato ed imprudente, Albert non si accorge di nulla, finché non è una delle donne di uno dei suoi scagnozzi a rivelargli quello che sta succedendo proprio sotto i suoi occhi. Richard riesce a far fuggire appena in tempo, in un furgone pieno di carne avariata, i due amanti prima che Albert sfoghi su entrambi la propria furia omicida. I due vivono un breve idillio nel magazzino di libri di Michael, destinato a concludersi tragicamente: una volta scoperto dove si nascondono (nonostante il silenzio anche sotto tortura del giovane sguattero attraverso il quale Richard li riforniva di cibo), Albert fa uccidere il proprio rivale in un modo particolarmente sadico, costringendolo a ingoiare le pagine del suo libro preferito.
Scoperto il cadavere martoriato dell'amante, Georgina trascorre accanto ad esso un'ultima notte, raccontandogli tutto della propria sfortunata vita, per poi mettere in pratica una vendetta terribile nei confronti del marito assassino: convocato Albert nel ristorante che è stato teatro di tutta la vicenda, di fronte a tutte le persone che ha vessato, lo costringe a mangiare le carni di Michael, cucinato da Richard, quindi lo apostrofa in modo sprezzante con l'epiteto "cannibale" e lo uccide senza pietà.

## Commento
Il film «più sarcastico, feroce e divertente di P. Greenaway» non è certo un film per tutti, «stomachevole per alcuni, sublime per altri», raffinato e volgare, affascinante e disgustoso in egual misura nel portare al limite estremo la riflessione sui temi di cibo, sesso e violenza.
Le efferatezze rappresentate sono rese sopportabili da una buona dose di umorismo nero, che fa rientrare l'intellettuale Greenaway in una gloriosa tradizione del cinema britannico, e da un'esasperazione narrativa e formale che fa approdare ad un'assoluta astrazione un film così profondamente fisico, carnale nel pieno senso della parola.
La ripetitività del racconto è un'ulteriore evoluzione rispetto a quanto Greenaway aveva già mostrato nei precedenti I misteri del giardino di Compton House e Giochi nell'acqua, anch'essi costruiti sulla riproposizione di uno stesso blocco narrativo, con un crescendo finale.

## Lo stile
Il film è grottesco, a partire dagli interni del ristorante, in particolare la cucina, vistosamente decorata, con scorte di cibo esagerate e non giustificate né dalle dimensioni né dal numero degli avventori del ristorante. Lunghe carrellate orizzontali percorrono lo spazio della cucina, mostrando tavoli colmi di animali morti in attesa di essere cucinati, oltre a vari strumenti e attrezzature che hanno poco a che vedere con il ristorante. Anche le operazioni svolte dai cuochi sono più spesso simboliche e suggestive che pratiche.
Da un punto di vista simbolico, il film è incentrato sul contrasto tra rappresentazioni appetibili e disgustose del cibo e della corporalità, come già annunciato dalla scena iniziale; il cibo come vita e come morte, la volgarità e la brutalità di Albert e dei suoi uomini e la raffinatezza del ristorante, del cuoco, e dell'amore dei due amanti. L'erotismo delle scene con i due amanti è fatto di forti contrasti tra loro e l'ambiente intorno, il bianco silenzio dei bagni, l'oscuro affollamento di cibi della dispensa, il furgone pieno di carne putrida, e infine il magazzino, tempio impolverato dei libri e del sapere.

## Riconoscimenti
- Sitges 1989
  - miglior regia
  - miglior attore (Michael Gambon)
  - miglior fotografia
  - miglior musica